# Ховедстаден
Ховедстаден (дат. Region Hovedstaden от hovedstad — «столица») — административный регион в Дании, созданный 1 января 2007 года в рамках муниципальной реформы 2007 года. Регион включает 29 муниципалитетов (коммун).
Расположен в северо-восточной части острова Зеландия, острове Борнхольм и др. Включает территорию бывших амтов Копенгаген, Фредериксборг и Борнхольм.

## Муниципалитеты

Административная карта региона Ховедстаден

- Аллерёд (Allerød)
- Альбертслунн (Albertslund)
- Баллеруп (Ballerup)
- Борнхольм (Bornholm)
- Брённбю (Brøndby)
- Валленсбек (Vallensbæk)
- Видовре (Hvidovre)
- Гентофте (Gentofte)
- Гладсаксе (Gladsaxe)
- Глоструп (Glostrup)
- Грибсков (Gribskov)
- Драгёр (Dragør)
- Исхой (Ishøj)
- Копенгаген (København)
- Люнгбю-Торбек (Lyngby-Taarbæk)
- Рёдовре (Rødovre)
- Рудерсдаль (Rudersdal)
- Торнбю (Tårnby)
- Фреденсборг (Fredensborg)
- Фредериксберг (Frederiksberg)
- Фредерикссунн (Frederikssund)
- Фуресё (Furesø)
- Хальснес (Halsnæs)
- Хойе-Таструп (Høje-Taastrup)
- Хельсингёр (Helsingør)
- Херлев (Herlev)
- Хёрсхольм (Hørsholm)
- Хиллерёд (Hillerød)
- Эгедаль (Egedal)

## Достопримечательности
- Водонапорная башня Сванеке